# Rita Gam
Rita Gam est une actrice américaine, née le 2 avril 1927 à Pittsburgh (Pennsylvanie) et morte le 22 mars 2016 à Los Angeles (Californie).

## Biographie
Elle tourna nombre d'épisodes de séries télévisées, mais fut plus attirée par Broadway que par Hollywood.
Le premier mari de Rita Gam fut le réalisateur Sidney Lumet. Le mariage se termine par un divorce. En 1956, elle épouse l'éditeur Thomas Guinzburg (en), dont elle divorce après quelques années.
Elle fut demoiselle d'honneur au mariage de son amie proche Grace Kelly avec le prince Rainier de Monaco.

## Filmographie
- 1952 : L'Espion (The Thief) de Russell Rouse
- 1953 : Saadia d'Albert Lewin
- 1954 : Les Gens de la nuit (Night People) de Nunnally Johnson
- 1954 : Le Signe du païen (Sign of the Pagan) de Douglas Sirk
- 1955 : Feu magique (Magic Fire) de William Dieterle
- 1956 : L'Attaque du Fort Douglas (Mohawk) de Kurt Neumann
- 1958 : Sierra Baron de James B. Clark
- 1959 : Côte d'Azur (Costa Azzurra) de Vittorio Sala
- 1959 : Annibal (Annibale) de Carlo Ludovico Bragaglia et Edgar G. Ulmer
- 1961 : Le Roi des rois (King of Kings) de Nicholas Ray
- 1962 : Huis clos (No Exit) de Tad Danielewski
- 1971 : Klute d'Alan J. Pakula
- 1971 : Quand siffle la dernière balle (Shoot out) d'Henry Hathaway
- 1971 : Des amis comme les miens (Such Good Friends) d'Otto Preminger
- 1974 : La Loi et la pagaille (Law and Disorder) d'Ivan Passer
- 1975 : Seeds of Evil de James H. Kay
- 1987 : Machinations d'Armand Mastroianni
- 1989 : Midnight de Norman Thaddeus Vane
- 1996 : Rowin Through de Masato Harada

## Prix et récompenses
Rita Gam a partagé l'Ours d'argent de la meilleure actrice avec Viveca Lindfors au Festival de Berlin 1962, pour leurs performances dans Huis clos (No Exit) de Tad Danielewski.